# Operacija Kondor
Operacija Kondor je naziv za hladnoratovsku operaciju koja se odvijala od 1950-ih do 1980-ih. Cilj je bio da se uz pomoć SAD-a,i desničarskih diktatura u Južnoj Americi suzbiju ljevičarski pokreti i aktivnosti.
Države koje su sudjelovale u tome su Bolivija, Brazil, Argentina, Čile, Urugvaj i Paragvaj. Ekvador i Peru su se kasnije priključili te su zbog toga imali periferne uloge.
Zemljama uključenima u ova događanja vladali su diktatori Jorge Rafael Videla (svrgnuo udovicu Juana Peróna), Augusto Pinochet (izveo puč protiv socijalista Salvadora Allendea), Alfredo Stroessner (vladao u Paragvaju), i Ernesto Geisel (vojni diktator tijekom mračnog perioda brazilske povijesti i 21 godine vojne vlasti).
Jedan od ljudi koji je povezan s ovim događajima je Henry Kissinger.